# Tabulasi (Ort)
Tabulasi ist ein osttimoresischer Ort im Suco Seloi Craic (Verwaltungsamt Aileu, Gemeinde Aileu).

## Geographie und Einrichtungen
Das Dorf Tabulasi liegt im Osten der Aldeia Tabulasi auf einer Meereshöhe von 1037 m. Eine Straße durchquert die Siedlung von Nord nach Süd. Einen halben Kilometer nördlich befindet sich das Dorf Mautobalau, einen halben Kilometer südlich der Weiler Lebutun. Anderthalb Kilometer südlich liegt das Dorf Halameta (Aldeia Halalmeta).
Im Dorf Tabulasi steht die Grundschule Tabulasi. Daneben gibt es einen Wassertank und das „Haus der Riten“ (Uma Lisan) von Dou-basar.